# La Griffe du chien
La Griffe du chien (titre original : The Power of the Dog) est un roman policier de Don Winslow publié en 2005 aux États-Unis puis traduit en français et publié en 2007. Il est le premier tome d'une trilogie consacrée au trafic de drogue entre le Mexique et les États-Unis, les deux tomes suivants étant Cartel et La Frontière.

## Résumé
En 1975, Art Keller, un agent américain membre de la DEA, l'agence américaine de lutte contre la drogue, est détaché au Mexique pour essayer d'arrêter le parrain de la drogue, Don Pedro Áviles. Il y fait la connaissance de deux frères, Adán Barrera et Raúl Barrera, avec qui il va se lier d'amitié et rencontrer ainsi leur oncle, Miguel Ángel Barrera, qui travaille dans la police mexicaine. Grâce à lui, il parvient à mettre Don Pedro Áviles hors d'état de nuire. Ce haut fait d'armes le propulse vers le sommet de la hiérarchie de la DEA tandis qu'un nouveau parrain va apparaître et moderniser tout le système du trafic de stupéfiants entre le Mexique et les États-Unis[réf. nécessaire].
L'aventure suit également l'histoire d'autres personnages, liés à la narration d'Art Keller : Nora Hayden, une prostituée qui deviendra la maîtresse du parrain du cartel de Sinaloa ; Sean Callan, un tueur à gage new-yorkais qui deviendra l'homme de main du parrain de la drogue mexicain et Adán Barrera, son ascension au pouvoir, principal antagoniste du roman[réf. nécessaire].

## Éditions
- The Power of the Dog, Alfred A. Knopf, 26 avril 2005, 539 p.  (ISBN 978-0-375-40538-9)
- La Griffe du chien, Fayard, coll. « Fayard noir », 18 octobre 2007, trad. Freddy Michalski, 765 p.  (ISBN 978-2213628097)
- La Griffe du chien, Points, coll. « Policier » no P2043, 13 novembre 2008, trad. Freddy Michalski, 826 p.  (ISBN 978-2757809631)